# Mauzolej Halper-Radić
Mauzolej Halper-Radić je višeslojni objekt u gradu Krapini.

## Opis
Mauzolej obitelji Halper-Radić dala je podignuti Terezija Halper 1911. prema nacrtima arhitekta Stjepana Podhorskog. Zidan je punom opekom i svođen kupolastim svodom. Vanjštinom dominiraju dva volumena. Niži prostor kripte izvana vidljiv u zoni sokla riješen je ravnim plohama s oštrim bridovima bez dekoracije. Središnji prostor definiran je masivnom centralnom kupolom. Oko nje gusto su raspoređeni volumeni triju manjih i nižih polukupola što mauzoleju daje trolisni tlocrt. Masivni zabatni istak nad ulazom poduprt je dvama zdepastim stupovima s dekorativnim kapitelima. Slični stupovi manjih dimenzija tvore arkadne otvore na zidnoj oplati bočnih pročelja. Unutrašnjost je skromnih dimenzija – širina unutrašnjeg prostora je 655 cm, dubina 500 cm, a visina oko 800 cm. Iz centralne apside nasuprot ulaza, odijeljene željezno kovanom ogradom, silazi se u kriptu spiralnim stubištem. U njoj je sa svake strane u 2 reda poredano 10 grobova. Zbog malog prostora spuštanje ljesova bilo je omogućeno pomicanjem pravokutne ploče smještene na sredini poda.

## Zaštita
Pod oznakom Z-6916 zavedena je kao nepokretno kulturno dobro - pojedinačno, pravna statusa zaštićena kulturnog dobra, klasificirano kao "profana graditeljska baština".